# Частары (гмина)
Частары (пол. Czastary) — сельская гмина (волость) в Польше, входит как административная единица в Верушувский повет, Лодзинское воеводство. Население — 4054 человека (на 2004 год).

## Сельские округа
1. Частары
2. Яворек
3. Юзефув
4. Конты
5. Княтовы
6. Краянка
7. Кшиж
8. Парцице
9. Пшиворы
10. Радостув-Первши
11. Хоробель
12. Долина
13. Налепа
14. Радостув-Други
15. Стемпна

## Соседние гмины
1. Гмина Бяла
2. Гмина Болеславец
3. Гмина Лубнице
4. Гмина Сокольники
5. Гмина Верушув